# Löffelmuscheln
Die Löffelmuscheln (Periplomatidae) sind eine Familie der Muscheln. Sie ist bereits aus der Oberkreide bekannt. Derzeit (2016) werden etwa 45 Arten dieser Familie zugewiesen.

## Merkmale
Die mittelgroßen Gehäuse sind ungleichklappig, Die rechte Klappe ist größer und stärker gewölbt (bauchiger) als die linke Klappe, und überragt diese. Die Gehäuse sind im Umriss eiförmig bis länglich-eiförmig, der Hinterrand klafft. Die Wirbel weisen einen Schlitz auf. Das Hinterende kann auch mehr oder weniger ausgeprägt schnabelartig verlängert, und abgestutzt sein. Die Wirbel sind opisthogyr, orthogyr oder prosogyr. Das Schloss ist zahnlos.
Das innere Ligament sitzt auf einem löffelförmigen Fortsatz direkt unter den Wirbeln. Oft ist auch noch ein kleines externes Ligament vorhanden; es kann auch fehlen. Das Schloss ist zahnlos. Die Mantelbucht ist meist breit und tief. Die zwei Schließmuskel sind in etwa gleich groß, aber variabel im Umriss, oder auch ungleich groß. Die Siphonen sind getrennt und meist lang. Der Fuß ist groß und besitzt keinen Byssus (mehr).
Die Schale ist dünn und aragonitisch. Die äußere Schalenlage ist granular-prismatisch oder säulig-prismatisch, die innere Lage meist homogen oder perlmuttrig. Die Ornamentierung besteht aus randparallelen, oft etwas unregelmäßigen und gröberen Linien, oder die Oberfläche ist auch nahezu glatt. Bei manchen Arten kommen starke radiale Rücken mit dazwischen liegenden Vertiefungen vor. Der Gehäuserand wird dadurch gezackt (Albimanus).

## Geographische Verbreitung und Lebensraum
Die Familie ist weltweit verbreitet. Der Schwerpunkt der Diversität befindet sich jedoch im Indopazifik. Die Muscheln leben flach eingegraben in schlammig-sandigen, sandigen oder feinkiesigen Sedimenten.

## Taxonomie
Das Taxon wurde 1895 von William Healey Dall als Familie Periplomidae aufgestellt. Die korrekte Form ist jedoch Periplomatidae. MolluscaBase weist der Familie folgende Gattungen zu:
- Familie Löffelmuscheln (Periplomatidae)
  - Albimanus Pilsbry & Olsson, 1935
  - † Aperiploma Habe 1952 (Eozän/Oligozän)[4]
  - Cochlodesma Couthouy, 1839
    - Fragile Löffelmuschel (Cochlodesma praetenue (Pulteney, 1799))
    - Cochlodesma tenerum (Jeffreys, 1880)

  - Halistrepta Dall, 1904
  - Offadesma Iredale, 1930
    - Offadesma angasi (Crosse & Fischer, 1864)

  - Pendaloma Iredale, 1930
  - Periploma Schumacher, 1817

## Belege